# Дневник увреда 1993
Дневник увреда 1993 је југословенски филм из 1994. године. Режирао га је Здравко Шотра, а сценарио је написао Гордан Михић.

## Радња
Приказ живота усред велике неимаштине и инфлације.
Средовечни брачни пар, Ана и Стефан, покушава да у времену рата, санкција и беде, сачува бар нешто од свог достојанственог начина живота. Обоје су у превременој пензији. Деца су побегла у свет и ретко се јављају. Од пензије могу да живе само који дан. Али, Стефан повремено ради у својој бившој установи, а Ана плете женске капе које продаје. Тако они одолевају општој кризи у којој се суновраћују најважније друштвене и људске вредности. А онда Стефан изгуби хонорарни посао. Постаје нетрпељив, свађа се са пријатељима који, да би преживели, крше све етичке норме. Нетрпељивост преноси и на Ану, за коју сматра да се превише понижава продајући капе по бувљацима. Бес се у њему гомила, али не уме да га искали ни на коме другом осим на Ани, док она покушава да га развесели и учини онаквим какав је некада био. Све је узалуд.

## Улоге
| Глумац                  | Улога                         |
| ----------------------- | ----------------------------- |
| Марко Николић           | Стефан Николић                |
| Вера Чукић              | Ана Николић                   |
| Миливоје Мића Томић     | Дуда                          |
| Власта Велисављевић     | Карло                         |
| Наташа Чуљковић         | Госпођа Вања Вакић            |
| Милош Стојановић        | Господин Вакић                |
| Милутин Бутковић        | Пензионер са слушним апаратом |
| Мира Бањац              | Софија                        |
| Драгомир Чумић          | Портир                        |
| Богдан Диклић           | Начелник одељења Вукајић      |
| Миодраг Крстовић        | Надзорник у самопослузи       |
| Оливера Марковић        | Сека Трудић                   |
| Михајло Бата Паскаљевић | Келнер                        |
| Ева Рас                 | Жена из самопослуге           |
| Предраг Милинковић      | Месар                         |
| Оливера Викторовић      | Фризерка                      |
| Љубомир Ћипранић        | Чувар                         |
| Мелита Бихали           | Госпођа из ресторана          |
| Рас Растодер            | Таксиста 1                    |
| Горан Даничић           | Таксиста 2                    |
| Миња Војводић           |                               |
| Бранко Вујовић          |                               |
| Боривоје Кандић         |                               |
| Невена Давидовић        |                               |
| Далибор Делибашић       |                               |